# Бакшеєво (Калінінський район)
Бакшеєво (рос. Бакшеево) — присілок в Калінінському районі Тверської області Російської Федерації.
Населення становить 45 осіб. Входить до складу муніципального утворення Щербининське сільське поселення.

## Історія
Від 2005 року входить до складу муніципального утворення Щербининське сільське поселення.

## Населення
| 2010 |
| ---- |
| 45   |